# BPI Awards 1984
Die BPI Awards 1984 wurden am 21. Februar 1984 im Grosvenor House Hotel, London verliehen. Moderator war Tim Rice.
Die meisten Nominierungen mit zwei erhielten Paul Young und Tracey Ullman. Die meisten Awards mit je zwei erhielten Culture Club und Michael Jackson, die neben je einer Nominierung auch einen Spezialpreis erhielten.

## Nominierte und Gewinner
| British Producer of the Year                                                                     | Classical Recording |
| ------------------------------------------------------------------------------------------------ | --- |
| - Steve Levine - Alan Winstanley & Clive Langer - Peter Collins - Steve Lillywhite - Trevor Horn | - Kiri Te Kanawa - Giacomo Puccini - Michael Tippett - Simon Rattle - Trevor Pinnock |
| British Male Solo Artist                                                                         | British Female Solo Artist |
| - David Bowie - Cliff Richard - Elton John - Paul McCartney - Paul Young                         | - Annie Lennox - Alison Moyet - Bonnie Tyler - Toyah Willcox - Tracey Ullman |
| British Group                                                                                    | British Breakthrough Act |
| - Culture Club - Eurythmics - Madness - The Police - UB40                                        | - Paul Young - Big Country - Howard Jones - Tracey Ullman - Wham! |
| International Artist                                                                             | Special Achievement Award |
| - Michael Jackson - Billy Joel - Hall & Oates - Lionel Richie - Men at Work                      | - British Album of the Year: Michael Jackson – Thriller (Vereinigte Staaten) - British Single of the Year: Culture Club – Karma Chameleon - Outstanding Contribution to Music: George Martin - Sony Trophy Award for Technical Excellence: Spandau Ballet |